# Michael Cuesta

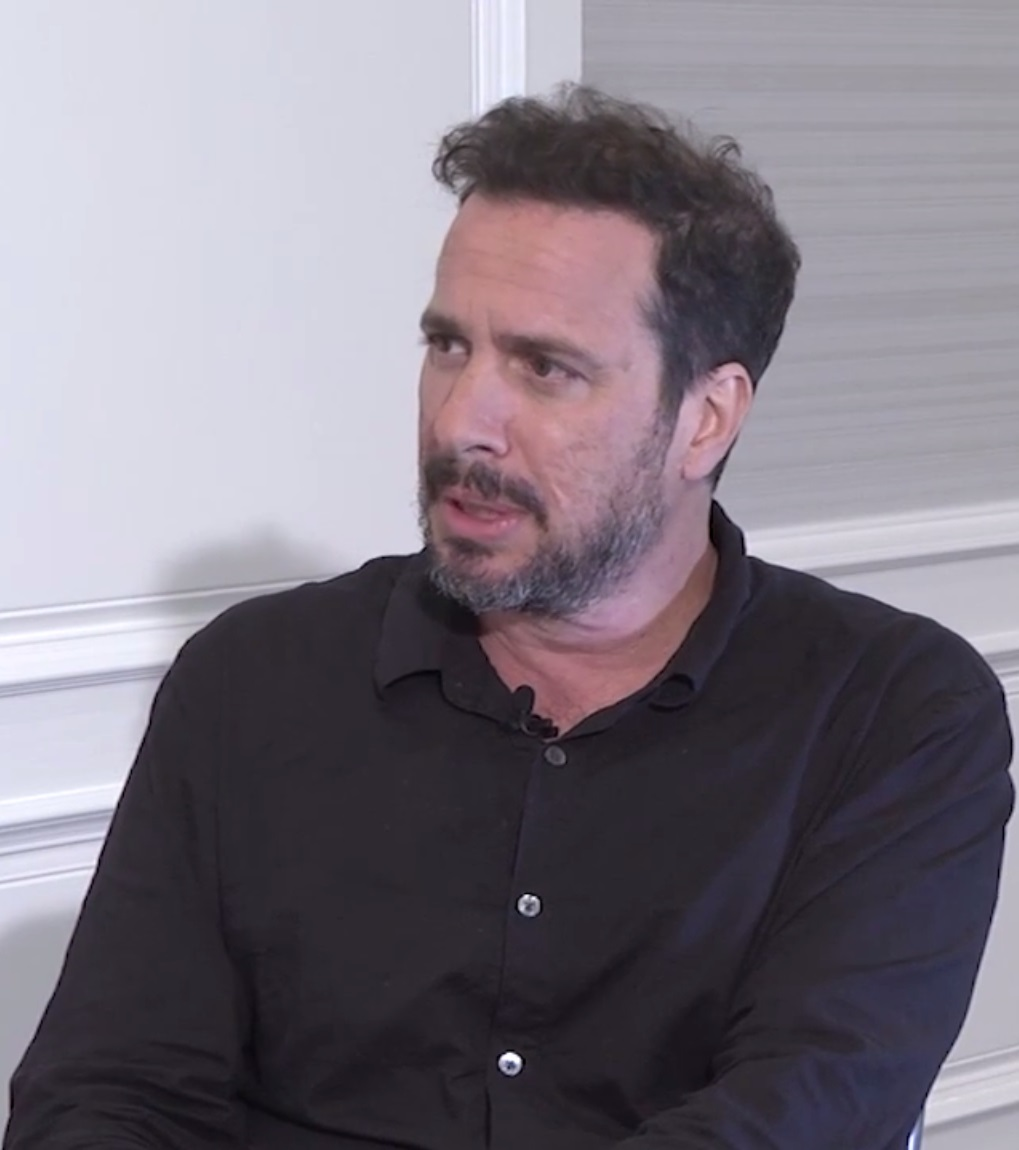
Michael Cuesta

Michael Cuesta (* 8. Juli 1963 in New York City, NY) ist US-amerikanischer Filmregisseur und Drehbuchautor. Bekannt wurde er vor allem durch seinen Film L.I.E. – Long Island Expressway aus dem Jahr 2001.

## Leben
Cuesta wuchs auf Long Island auf studierte an der New Yorker School of Visual Arts (hier studierten unter anderem auch Bryan Singer und Jared Leto). Er schloss das Studium 1985 mit einem Bachelor of Fine Arts ab. Ab 1992 drehte er zahlreiche Werbespots, bis er Ende der 1990er Jahre gemeinsam mit seinem Bruder Gerard begann, das Drehbuch zu L.I.E. zu schreiben. Der Film war sehr umstritten, da er die Phase des Erwachsenwerdens mit schwierigen Themen wie Homosexualität, Pädophilie und Jugendprostitution verknüpft. Außerhalb der USA bekam der Film durchweg gute Kritiken. Es folgten Regiearbeiten für Serien wie Six Feet Under – Gestorben wird immer und Dexter (beide mit Michael C. Hall).
2005 stellte Cuesta einen neuen Spielfilm mit ähnlich schwierigem Thema wie L.I.E. vor: in Das Ende der Unschuld geht es um eine Gruppe 12-jähriger Kinder, die einen ihrer Freunde durch einen Todesfall verlieren.
2011 schrieb er gemeinsam mit seinem Bruder das Drehbuch zu Roadie, bei dem er auch Regie führte. Ron Eldard spielt hier einen Roadie, der nach zwanzig Jahren Tournee mit Blue Öyster Cult nach Hause zurückkehrt. In den Nebenrollen treten Jill Hennessy, Bobby Cannavale, Lois Smith und David Margulies auf. Der Film lief im gleichen Jahr auf dem Stony Brook Film Festival, Vancouver International Film Festival und Austin Film Festival.
Die von ihm gemeinsam mit Howard Gordon entwickelte Showtime-Serie Homeland, an der er auch als Regisseur und Executive Producer beteiligt ist, erhielt 2012 den Golden Globe als beste dramatische Fernsehserie.

## Preise
Allein für sein Erstlingswerk L.I.E. – Long Island Expressway bekam Cuesta 11 Preise (u. a. Stockholm Film Festival) und war mehrfach für weitere Preise nominiert (u. a. Fantasporto (2×), Gotham Awards, Sundance Film Festival).
Für den Independent Spirit Award war er nicht nur für L.I.E., sondern auch für Das Ende der Unschuld nominiert, bekam den Preis jedoch in beiden Fällen nicht.

## Filmografie (Auswahl)
- 2001: L.I.E. – Long Island Expressway (auch Drehbuch und Produzent)
- 2002–2005: Six Feet Under – Gestorben wird immer (Fernsehserie, 5 Folgen)
- 2005: Das Ende der Unschuld (12 and Holding) (auch Produzent)
- 2006: Dexter (Fernsehserie, 5 Folgen)
- 2007: Babylon Fields (Pilotfilm, auch ausführender Produzent)
- 2009: Das schwarze Herz (Tell-Tale)
- 2011: Roadie (auch Drehbuch und Produzent)
- 2011–2012: Homeland (Fernsehserie, 8 Folgen)
- 2014: Kill the Messenger
- 2017: American Assassin